# Castellbell i el Vilar
Castellbell i el Vilar (em catalão e oficialmente) ou Castellbell y Vilar (em castelhano) é um município da Espanha na comarca de Bages, província de Barcelona, comunidade autónoma da Catalunha. Tem 28,5 km² de área e em 2021 tinha 3 853 habitantes (densidade: 135,2 hab./km²).
O município tem quatro colônias industriais: El Burés, El Borràs, La Bauma i Can Serra.

## Demografia
| Variação demográfica do município entre 1991 e 2004[carece de fontes?] | Variação demográfica do município entre 1991 e 2004[carece de fontes?] | Variação demográfica do município entre 1991 e 2004[carece de fontes?] | Variação demográfica do município entre 1991 e 2004[carece de fontes?] |
| ---------------------------------------------------------------------- | ---------------------------------------------------------------------- | ---------------------------------------------------------------------- | ---------------------------------------------------------------------- |
| 1991                                                                   | 1996                                                                   | 2001                                                                   | 2004                                                                   |
| 2807                                                                   | 2789                                                                   | 2913                                                                   | 3171                                                                   |